# Iriatherina werneri
Iriatherina werneri  (Meinken, 1974), unica specie del genere Iriatherina, è un piccolo pesce d'acqua dolce appartenente alla famiglia Melanotaeniidae.

## Distribuzione e habitat
Diffuso in Nuova Guinea centro-meridionale e nell'Australia settentrionale, abita le pianure allagate, le acque paludose, gli stagni e i laghi fermi con abbondante vegetazione acquatica.

## Descrizione
La testa è appuntita, con occhi molto grandi; il corpo è sottile e allungato, compresso ai fianchi. 
 Le pinne pettorali sono ovali, quelle ventrali filiformi. Presenta due pinne dorsali: la prima è allungata ma ovaloide, la seconda è trapezoidale, con due lunghe estremità sorrette da raggi più duri. La stessa forma ha anche la pinna anale. La coda è a lira, con i raggi esterni allungati. 

La livrea è interessante e soprattutto leggermente mutevole per ogni esemplare: solitamente presenta un colore di base bruno-argento con riflessi dorati, con vari riflessi azzurri sul dorso e gialli sul ventre. A volte sono visibili alcune linee verticali brune sui fianchi. La prima pinna dorsale è rosso-bruna tendente al nero sulla punta, la seconda dorsale e la pinna anale sono giallo-brune, orlate di azzurro chiaro, con i filamenti nero fumo. La coda, orlata ai lati di rosso, è azzurrina. 

Iratherina werneri è un pesce di piccole dimensioni: il maschio raggiunge i 4 cm mentre la femmina 3.

## Comportamento
Vive in piccoli branchi.

## Riproduzione
Le uova sono deposte tra le fronde delle piante acquatiche e abbandonate al loro destino.

## Alimentazione
Si nutre prevalentemente di microcrostacei e di alghe unicellulari come le diatomee.

## Acquariofilia
Come molte specie della famiglia Melanotaeniidae, I. werneri è stata scoperta di recente dall'acquariofilia occidentale. Inoltre la sua aspettativa di vita non supera i due anni, pertanto è molto difficile trovarla nei negozi.